# Olivier-Charles-Marie Thierry d’Argenlieu
Olivier-Charles-Marie Thierry d’Argenlieu, francoski general, * 1887, † 1940.